# مركز بلغازي
بلغازي هو مركز سعودي يتبع لمحافظة العيدابي ديار الغزواني والتي تقع في سراة خولان.

## الموقع
يقع مركز بلغازي في سراة خولان التي يحدها من الشرق بني مالك و محافضه فيفاء ومن الشمال جبل صماد التابع لها وجبال الحشر .

## نبذة
قال ياقوت الحموي في معجم البلدان، في مادة صمد، وصماد جبل، أنشد أبو عمرو الشيباني:
وكانت تمتاز بوجود سوق الخميس الذي كان أكبر سوق في الجنوب
اما الآن فلم يبقى سوى سوق العيدابي يوم الأربعاء
وفي المنطقة ويمتاز بوجود عدد من الأودية مثل وادي جور ووادي القاط. ويوجد بالمركز سوق عيبان يوم الخميس من كل أسبوع، حيث إن سكان أودية وجبال بلغازي وما جاورها ينزلون من قمم الجبال الشاهقة إلى سوق الخميس (سوق عيبان) للتسوق وعرض ما لديهم من سلع وفواكه من مزارعهم الجبلية مما زاد من قوة السوق. ويوجد جزء من السوق لعرض المواشي الجبلية من الضأن والماعز والأبقار للبيع بها حوالي خمسة آلاف ساكن، بعض سكانها يعملون في قطاعات عسكرية ظباط وأفراد والكثير يمتازون بعلمهم حيث أن معظم سكان القرية يعملون معيدين وأساتذة في جامعة جازان وأيضا أطباء ومهندسون ومعلمون وذلك لحرص أهليهم على دخول أبنائهم جامعات في خارج المملكة، يقطن بها شيخ شمل بلغازي الشيخ علي حسن مفرح الغزواني.